# Eva Dell’Acqua
Eva Dell’Acqua (* 28. Februar 1856 in Schaarbeek, Belgien; † 12. Februar 1930 in Ixelles, Belgien) war eine belgische Sängerin (Koloratursopran) und Komponistin italienischer Herkunft.

## Leben
Eva Dell’Acqua war die Tochter des italienischen Malers Cesare Dell’Acqua und seiner Frau Carolina van der Elst. Sie wuchs in Brüssel auf und erhielt dort privaten Musik- und Gesangsunterricht. Ihre frühesten Werke, die vor 1885 entstanden waren, wurden vor allem bei den Salon-Veranstaltungen ihres Elternhauses aufgeführt. Dadurch erreichte sie einen Bekanntheitsgrad, der ihr auch die Türen zu den Brüsseler Theatern öffnete. So wurden ihre Operetten wie Une ruse de Pierrette, Bachelette, Tambour battant und Zizi im Molière-Theater in Elsene und dem Theater der Galeries Royales Saint-Hubert aufgeführt. Sie war nicht nur als Komponistin bekannt. Bei der Uraufführung von Une ruse de Pierrette sang sie die Titelrolle.

## Werke (Auswahl)
Der Musikverlag Schott in Brüssel druckte zwischen 1880 und 1920 über 50 ihrer Werke. Ein Werk Eva Dell'Acquas erfreut sich heute noch wie zu ihrer aktiven Zeit großer Beliebtheit: die Villanelle für Koloratursopran und Orchester. Sie wurde in viele verschiedene Sprachen übersetzt und war nicht nur in Europa, sondern auch in den Vereinigten Staaten ein beliebtes Repertoirestück. Heutzutage wird sie wieder von bekannten Sängerinnen interpretiert, so findet man auf YouTube neben Einspielungen von Rita Streich und Edita Gruberova auch Interpretationen von Natalie Dessay, Diana Damrau und Sumi Jo.

### Bühnenwerke
Eva Dell'Acqua schrieb um die fünfzehn Operetten, die vor allem in Brüssel aufgeführt wurden.
- Quentin Metsys, Operette
- Le trésor de l’émir, Operette
- Le prince noir, Operette
- La bachelette, Operette, 1896 Text: Frédéric van der Elst. Das Werk wurde in der Saison 1896 im Theater der Galeries Royales Saint-Hubert aufgeführt.[5]
- Tambour battant, Operette, Text: Frédéric van der Elst. Das Werk wurde in der Saison 1899/1900 im Theater der Galeries Royales Saint-Hubert aufgeführt.[6]
- Pierrot menteur, Opéra-comique in einem Akt, Text: Frédéric van der Elst, Schott, Brüssel, 1918 OCLC 22394624
- Zizi, Operette in drei Akten, Libretto: André Lénéka und F. de Launay.  C. Joubert; Paris, 1906 OCLC 21804678[Digitalisat 1]
- Une ruse de Pierrette, Opéra-comique in einem Akt, Text: Frédéric van der Elst, Schott Fréres, Brüssel, um 1890. Faksimile: Musikproduktion Höflich, München, 2016 OCLC 1059284961

### Vokalwerke
- A Mignonne, Text: Mimosa, B. Schott's Söhne, Mainz, 1907 OCLC 498147572[Digitalisat 2] Enthalten in Album musica No. 76, Pierre Lafitte et Cie, Paris, 1908 OCLC 757390261
- Les Anciens Souvenirs, Text: Frédéric van der Elst, Enoch & Sons, London, 1905 OCLC 498147695[Digitalisat 3]
- Au jardin de mon coeur, Incipit: Au jardin de mon coeur où ton amour fleurit, Léon Ponzio gewidmet, Schott Frères, Brüssel, 1913 OCLC 1113112231
- C'est une fauvette, Text: Frédéric van der Elst
- La chanson du rouet für Gesang und Klavier, Text: Charles-Marie Leconte de Lisle, Incipit: O mon cher rouet, ma blanche bobine OCLC 915638988
- Chanson Provençale, Schott, Brüssel, um 1890 OCLC 842169840 OCLC 495863247 Deutscher Text: J. Bernhoff. Englischer Text: E.M. Lockwood. Schott Frères, Brüssel, 1908 OCLC 498147651 Enthalten in The artistic soprano: a collection of standard ballads and arias by celebrated composers, M. Whitmark, 1913 OCLC 903671652 [Digitalisat 4]
- Le clavecin, für Gesang und Klavier, Lily Bouillon gewidmet, Incipit: A votre clavecin, asseyez-vous, Text: Baronne de Baye, Schott, Brüssel, 1917 OCLC 915660882[Digitalisat 5]
- Dors, mon chéri, Text: R. Wilbaux. Sleep, baby mine, englischer Text: Hilda Hammond-Spencer. Enoch & Sons, London, 1905 OCLC 498147687[Digitalisat 6]
- État d'âme für Gesang und Klavier, Text: Charles Girault, B. Schott's Söhne, Mainz, 1911 OCLC 63578872
- Les etoiles filantes, Text: Jean Richepin, englischer Text:  R.H. Elkin, enthalten in The Winifred B. Scott (W.B.S) collection of published songs for piano, vocal and violin, from the 1900's OCLC 843784182
- Menuet duo ou choeur à deux parties, für zwei Soprane und Klavier. Text: Paul Berlier, Incipit: Ma soeur, voici l'heure opportune, Schott, Brüssel OCLC 1050039832
- Mignarde, Gavotte für Gesang und Klavier, Text: Frédéric van der Elst, Schott, Brüssel OCLC 317310230
- Ne cherchez pas für Sopran und Tenor mit Klavierbegleitung, Text: Frédéric van der Elst, Incipit: Si votre coeur qui vagabonde, Georges Surlemont gewidmet, Schott frères, Brüssel OCLC 949792040
- Noël d'enfant, Text: Eva Dell' Acqua und Frédéric van der Elst, Schott, Brüssel OCLC 50207682
- Le Pays du Bonheur, Text: Frédéric van der Elst, Schott, London, 1907 OCLC 498147622
- Pour la bercer. Text: J. d'Halmont, E. Ashdown, London, 1911 OCLC 498147643
- Pour l'Avril Vainqueur. Text: J. d'Halmont. B. Schotts Söhne, Mainz, 1911 OCLC 498147630
- Pourquoi rêver? für Gesang und Klavier, Text: Paul Berlier 1897 OCLC 939374512
- La première fleur, Duo oder Chor zu Stimmen, Text: Paul Berlier, Incipit: Le matin est venu: levez-vouz, jeunes filles!, Schott, Brüssel OCLC 1113010101
- Prière, Text: Edouard Turquety, Incipit: O vièrge immaculée OCLC 1113812479 OCLC 1050013278 Fassung für Mezzosopran oder Bariton, Schott Frères, Brüssel, 1900 OCLC 937512385

- Le printemps für Gesang und Klavier, Text: Georges Gillet, Enoch & Sons, London OCLC 980924724
- Quand les pommiers sont fleuris, Chanson bretonne, Text: Frédéric van der Elst, Angèle Van Loo gewidmet. Schott, Brüssel OCLC 1050036683
- Quand même für Gesang und Klavier, Text: Paul Berlier, Schott, Brüssel. um 1895 OCLC 317306907
- Le Ravin. Text: Frédéric van der Elst, B. Schott's Söhne, Mainz, 1911 OCLC 498147674
- Reviens! für Sopran und Klavier, Claude Bonnard vom Théâtre Royal de la Monnaie, Text: Frédéric van der Elst, Schott, Brüssel OCLC 949792192
- Rondel sur l'eau, Text: J. D' Halmont, Incipit: Barque qui t'en vas pour porter mon rêve, Jane Maubourg gewidmet, Schott, Brüssel. 1906 OCLC 1050073837
- Les Roses de Saadi für Gesang, Violine und Klavier, Text: Desbordes-Valmore, Incipit: J’ai voluce matin te rapporter des roses, Ida Erréra gewidmet, Schott Fréres, Brüssel, 1913[Digitalisat 7]
- Une ruse de Pierrette, Air de Pierrot, Kompositionsjahr 1890 OCLC 1113820932
- Vains regrets für Gesang und Klavier, Text: Frédéric van der Elst, Incipit: Comme ils sont loins, Schott, Brüssel OCLC 949792206
- La vierge à la crèche für Mezzosopran und Klavier, Text: Alphonse Daudet, Incipit: Dans ses langes blancs fraîchement cousus, Schott, Brüssel OCLC 949792199[Digitalisat 8][Digitalisat 9], enthalten in Album Musica. No. 22., Pierre Lafitte et Cie, Paris, 1904 OCLC 741309827
- Villanelle, Text: Frédéric van der Elst, Dyna Beumer gewidmet, Incipit: J'ai vu passer l'hirondelle, englischer Text: Constance Bache, Schott, Brüssel. 1893 OCLC 1050042502 OCLC 949811974 Fassung für Gesang, Harfe oder Klavier und Violoncello, Schott, Brüssel OCLC 474461167 englische Übersetzung: Nathan Haskell Dole (1852–1935), G. Schirmer, 1892 OCLC 902951236[Digitalisat 10][Digitalisat 11] Enthalten in Famous songs, standard songs by the best composers, Band 1, Sopran, zusammen mit Werken von Ludwig van Beethoven, Johannes Brahms,  Frédéric Chopin, Wolfgang Amadeus Mozart und anderen. J. Church Co, Cincinnati, T. Presser Co. distributors, Philadelphia, 1902 OCLC 17193150

### Klavierwerke
- Aline, Polka für Klavier, 1876 OCLC 498147583
- Entr'acte de l'opéra comique „Le prince noir“, Gavotte für Klavier, Moens, Brüssel OCLC 915658533
- Madrigal für Klavier OCLC 949811559
- Sérénade joyeuse für Klavier zu vier Händen, Schott, Brüssel, 1897 OCLC 1281837042
- Tambour battant, Militärmarsch für Klavier, Schott, Brüssel, 1900 OCLC 1050046842 an

## Werke anderer Komponisten über Werke Eva Dell’Acqua
- Georges Labalestrier: Improvisation sur la "Villanelle" d'Eva Dell'Acqua

## Rezeption
In The San Francisco Call vom 9. April 1896 wird Eva Dell’Acqua als the Belgian „Chaminade“ [die belgische Cécile Chaminade] bezeichnet.

## Digitalisate
1. ↑  Zizi als Digitalisat in der Sibley Music Library der Eastman School of Music der University of Rochester
2. ↑  A Mignonne als Digitalisat beim IMSLP
3. ↑  Souvenirs als Digitalisat beim IMSLP
4. ↑  Chanson Provençale in The artistic soprano: a collection of standard ballads and arias by celebrated composers als Digitalisat im Internet Archive
5. ↑  Le Clavecin als Digitalisat beim IMSLP
6. ↑  Dors, mon chéri als Digitalisat bei der State Library of South Australia
7. ↑  Les Roses de Saadi als Digitalisat beim IMSLP
8. ↑  La vierge à la crèche in Le passe-temps, 1902, Band 7, Nr. 177 S. 290 ff als Digitalisat in der Bibliothèque et Archives nationales du Québec
9. ↑  La vierge à la crèche als Digitalisat beim IMSLP
10. ↑  Villanelle als Digitalisat in der Digital Media Repository der Ball State University
11. ↑  Villanelle als Digitalisat beim IMSLP